# 1899 aux États-Unis
Pour des articles plus généraux, voir Chronologie des États-Unis et 1899.
Chronologie des États-Unis
- 1895
- 1896
- 1897
- 1898
- 1899
- 1900
- 1901
- 1902
- 1903

Cette page concerne des événements d'actualité qui se sont produits durant l'année 1899 du calendrier grégorien aux États-Unis.

## Événements
- 1er janvier : fin de la souveraineté espagnole à Cuba. Installation d'un gouverneur militaire américain[1].
- 4-5 février : la république des Philippines déclare la guerre aux États-Unis (1899-1902). Les États-Unis envoient 70 000 soldats aux Philippines.
- 6 février : le Sénat des États-Unis ratifie le traité de Paris. Un débat houleux s’est institué entre impérialistes et anti-impérialistes avant que se dégage une majorité.
- 10-14 février : le grand blizzard de 1899 aux États-Unis fait une centaine de morts.
- Juin[2] : Rockefeller recourt au holding : Il crée la Standard Oil Company of New Jersey qui sera en mesure de verser des dividendes de 30 à 48 % à ses actionnaires dans les huit années suivantes.
- Morgan ouvre le marché des États-Unis aux investissements européens.
- Les États-Unis deviennent le premier producteur mondial de charbon, avant la Grande-Bretagne (250 millions de tonnes).